# النویعمه
النویعمه (به لاتین: An-Nuway'imah) یک روستا در دولت فلسطین است که در استان اریحا واقع شده‌است. النویعمه ۵۲٫۶ کیلومتر مربع مساحت و ۱٬۱۷۰ نفر جمعیت دارد.